# Кастель ван Аренберг

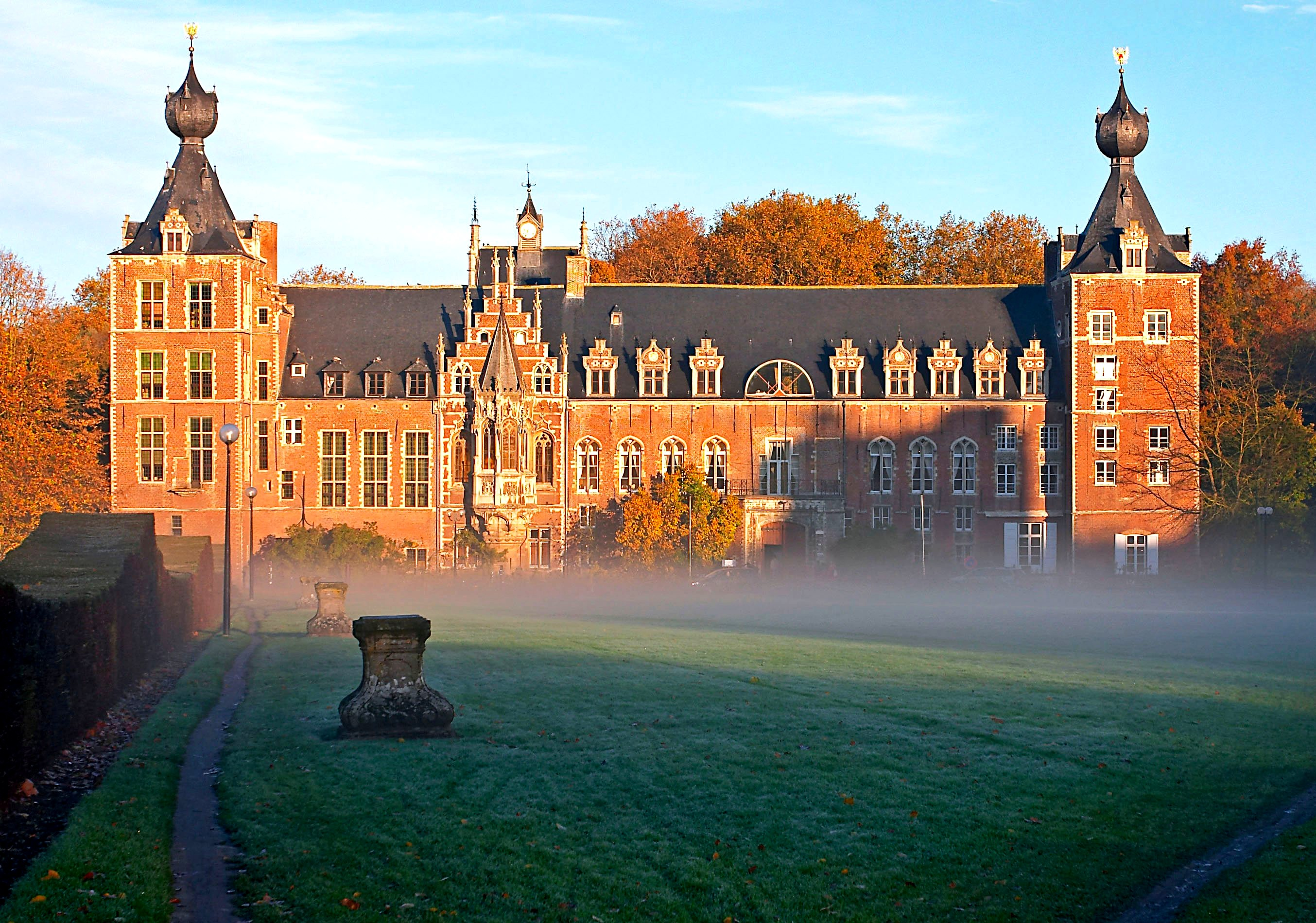
Замок Аренберг

50°51′48″ пн. ш. 4°40′59″ сх. д. / 50.86333° пн. ш. 4.68306° сх. д.
Замок Аренберг (нід. Kasteel van Arenberg, фр. Château d'Arenberg) — замок у Геверлі неподалік від Левена в Бельгії. Його оточує парк.

## Історія

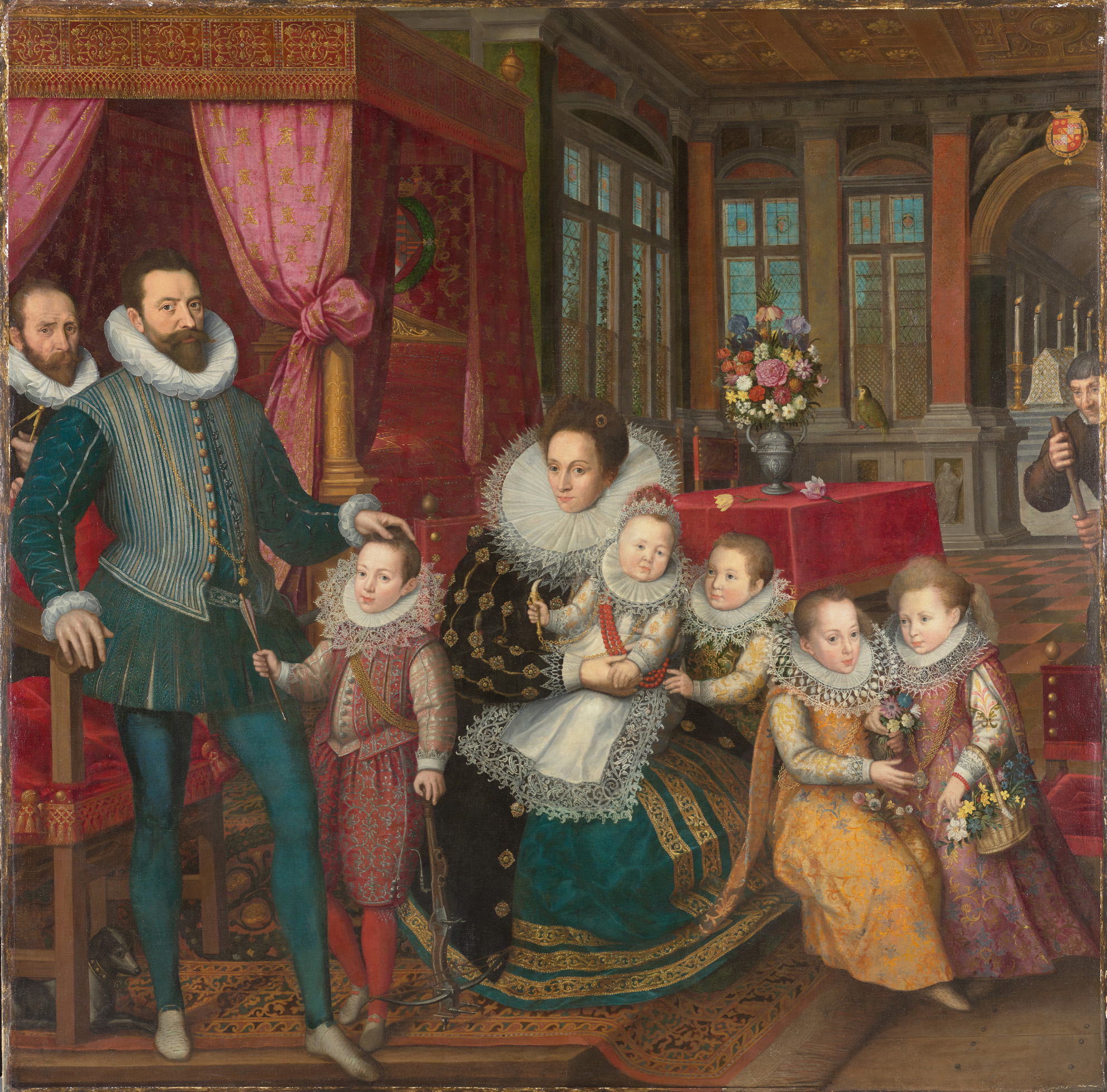
Шарль д'Аренберг і Анна де Кроа з родиною, близько 1593 р., картина Франса Пурбуса Молодшого

Це місце було замком лордів Хеверлі з XII століття, але ця сім'я збідніла і була змушена продати це місце в 1445 році сім'ї Крої з Пікардії. Антуан I де Крої зруйнував середньовічний замок і почав роботи з будівництва нинішнього замку в 1455 році на місці, з якого він зруйнував усі, крім однієї вежі. Його онук, Вільям де Кроя, завершив роботи над замком у 1515 році та заснував на території замку монастир для бенедиктинських целестинців. Архітектурний стиль здебільшого традиційно фламандський, з віконними рамами з пісковика та цегляними стінами, хоча він був структурно змінений з 1515 року та має елементи готичної, ренесансної та неоготичної архітектури. Його великі кутові вежі є типовими, колись увінчані німецьким орлом.